# Трав'янка тиморська
Трав'я́нка тиморська (Saxicola gutturalis) — вид горобцеподібних птахів родини мухоловкових (Muscicapidae). Мешкає в Індонезії і Східному Тиморі.

## Підвиди
Виділяють два підвиди:
- S. g. gutturalis (Vieillot, 1818) — острови Тимор і Роте[en];
- S. g. luctuosus Bonaparte, 1850 — острів Семау[en].

## Поширення і екологія
Тиморські трав'янки мешкають на Тиморі та на сусідніх островах Семау і Роте. Вони живуть в мусонних тропічних лісах, сухих рідколіссях і чагарникових саванах, трапляються в деградованих лісах. Зустрічаються на висоті до 1200 м над рівнем моря. В Західному Тиморі птахи зустрічаються навіть у невеликих лісових масивах, однак в саванах і відкритих чагарникових заростях ці птахи зустрічаються значно рідше, ніж чорні трав'янки. Тиморські трав'янки живляться комахами, яких ловлять в кронах дерев і у високих чагарниках. Гніздування відбувається у жовтні-листопаді, а також у травні і липні.

## Збереження
МСОП класифікує цей вид як такий, що не потребує особливих заходів зі збереження. За оцінками дослідників, популяція тиморських трав'янок становить від 30 до 200 тисяч дорослих птахів. Це досить поширений вид в межах свого ареалу.